# Lycopodiella limosa
Lycopodiella limosa är en lummerväxtart som beskrevs av Chinnock. Lycopodiella limosa ingår i släktet strandlumrar, och familjen lummerväxter. Inga underarter finns listade i Catalogue of Life.